# Suippe
De Suippe is een zijrivier van de Aisne in Frankrijk. Hij loopt grotendeels door het departement van de Marne De belangrijkste plaats aan de Suippe is Suippes. De monding in de Aisne bevindt zich in Condé-sur-Suippe, in het departement van de Aisne.